# Thomas Hwan
Thomas Høegh Andersen Hwan (født 4. maj 1982) er en dansk skuespiller. Uddannet fra Statens Teaterskole i 2007 har han siden medvirket i danske film og tv-serier såsom Hvor kragerne vender (2020), Bedrag (2016) og The Return. 
Han har også spillet Romeo på Det Kongelige Teater, hvor han var med til at stifte den eksperimenterende "Det Røde Rum" scene.  

## Privat
Hwan blev adopteret fra Korea af danske forældre 
Hwan har dannet par med skuespiller Johanne Louise Schmidt siden 2012, og de har sammen en datter, Allie (f. 2017)